# Pomponne II. de Bellièvre

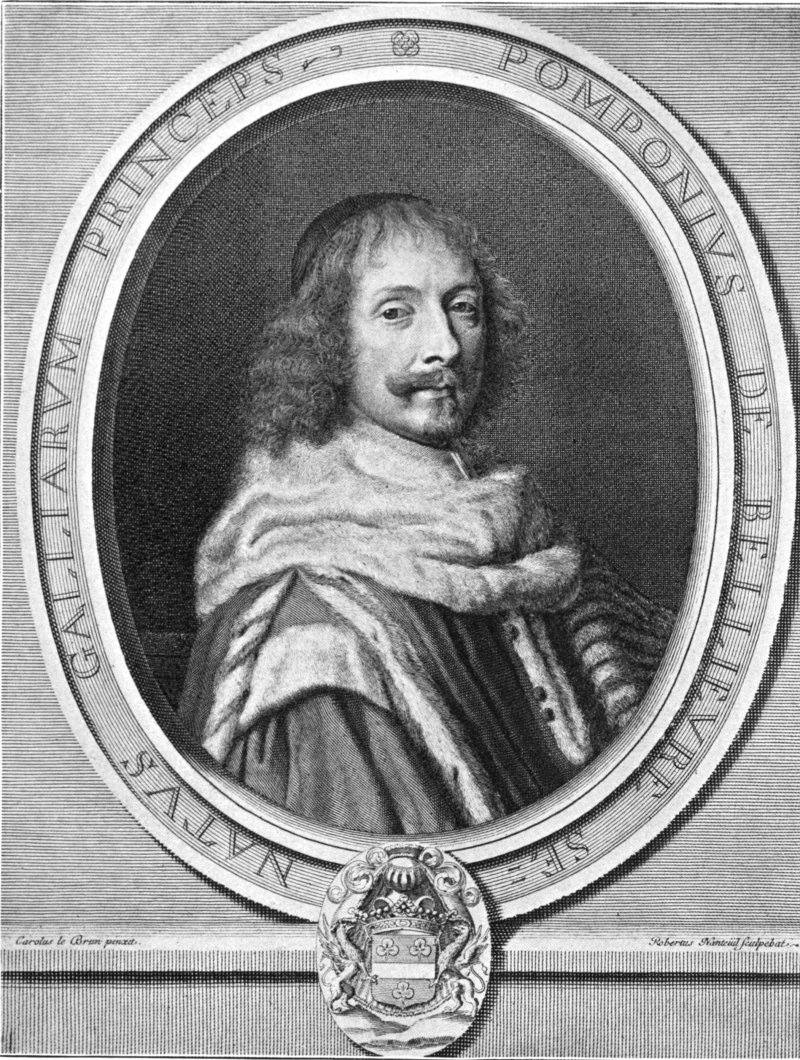
Porträt von Pomponne de Bellièvre, Robert Nanteuil, nach einem Gemälde von Charles Le Brun, um 1655, Musée Condé

Pomponne (II.) de Belliévre, Marquis de Grignon (* 1606; † 13. März 1657 in Paris) war ein französischer Magistrat, Diplomat und Staatsmann des 17. Jahrhunderts.

## Leben
Pomponne de Bellièvre war Sohn, Neffe und Enkel berühmter Männer. Seine beiden Großväter Pomponne (I.) de Bellièvre (1529–1607) und Nicolas Brûlart de Sillery waren im 16. Jahrhundert Kanzler von Frankreich gewesen.
Er war der Sohn von Nicolas de Bellièvre (1583–1650), 1602 Maître des requêtes, 1612 Conseiller au Parlement de Paris, 1614 Generalprokurator beim Parlement von Paris und 1642 Président à mortier im Parlement de Paris, der im gleichen Jahr dieses Amt zugunsten seines Sohnes zurückgab und einer von 30 Conseillers d’État wurde.
Am 22. Februar 1629 wurde er als Conseiller au Parlement de Paris zugelassen. Vom 16. August 1631 bis November 1642 war er Maître des requêtes. Ludwig XIII. sandte ihn als außerordentlichen Botschafter nach Italien, und 1637 bis 1640 war er außerordentlicher Botschafter in England: als er dieses Amt innehatte, übertrug Mazarin ihm die aussichtslose Aufgabe, einen Frieden zwischen König Karl I. und dem Langen Parlament zu vermitteln. Ende 1642 wurde er Président à mortier nach dem Rücktritt seines Vaters. 1651 ernannte Ludwig XIV. ihn zum Ersten Präsidenten des Parlements von Paris.
Er hatte das Schloss Grignon in Thiverval-Grignon geerbt (die Domäne hatte sein Großvater von Diane de Poitiers gekauft), das 1651  von Ludwig XIV. zum Zentrum des gleichnamigen Marquisats gemacht wurde.
Pomponne II. de Belliévre war – wie Nicolas Fouquet und Mazarin – einer der Mäzene des 1656 gegründeten Hôpital général von Paris. Dieses Krankenhaus beherbergte dann fast 40.000 Pariser, die Männer in Bicêtre, die Frauen in der Salpétriére, die dort zur Betreuung, Ausbildung und Arbeit versammelt wurden, da sie ihren Lebensunterhalt nicht selbst bestreiten konnten.
Er heiratete Marie de Bullion, Dame de La Grange-du-Bois († 11. Mai 1649), Tochter von Claude de Bullion aus der Familie Bullion, Kanzler und Siegelbewahrer der Orden des Königs, Prévôt de Paris, und Angélique Faure, einer Nichte von Nicolas Brûlart de Sillery. Die Ehe blieb ohne Nachkommen.
1675 musste sein Bruder und Erbe, Pierre de Bellièvre, Koadjutorabt von Saint-Vincent in Metz (der Botschafter in Schottland war, als sein Bruder dieses Amt in England ausübte), für die Familie Konkurs anmelden und sein gesamtes Vermögen an seine Gläubiger (einschließlich Gaspard III. de Fieubet) abgeben.